# VC Vosselaar
Volleybalclub Vosselaar is een voormalige Belgische volleybalclub uit Vosselaar. 

## Historiek
In het seizoen 2008-'09 werd in de eindronde de promotie afgedwongen naar Liga B. Het seizoen daarop belandde de club echter in de play-downs van de Liga. Het hieropvolgende seizoen werd opnieuw aangetreden in 1e nationale, waarbij Eric De Jongh opnieuw werd aangetrokken als coach. Bij zijn vorige passage (1999-2003) was de club gepromoveerd van 2e divisie naar 1e nationale.
In 2010 ging de club een samenwerking aan met VC Merksplas, VC Vlimmeren en VC Beerse die tot eindelijk zou leiden tot een fusie onder de naam BVMV Volley Noorderkempen.

## Bekende (ex-)spelers
- Wannes Rosiers
- Britt Ruysschaert
- Elien Ruysschaert